# 康爾韞
康爾韞（1591年—1629年），別名康我待，字叔玉，號我待、彥英，福建同安縣豪山人，明末清初政治人物。

## 生平
康爾韞在萬曆三十七年（1609年）中舉。萬曆四十七年（1619年）29歲時中式己未科進士。歷任戶部江西司主事、郎中、山東兗州府知府等職務。康氏為官清廉，又勤於政事。但後來因積勞成疾告歸故里。崇禎二年（1629年）病卒。

## 墓址
康爾韞墓址位於廈門後溪鎮許莊西面約1.5公里獅頭崙山東北面山坡（現址為廈門集美區後溪鎮廈門坂頭林場）。墓址坐南向北，佔地約70平方米，外布三合土圍住墓地。而墓址平面呈「風」字形結構，寬約8.7米，深6.5米。塚丘前豎了一塊厚實長方形高1.4米，寬1米的墓碑，碑上鐫刻了6行楷銘文「明賜進士中憲大夫山東袞州府知府前戶部雲南浙江清吏司郎中我待康先生暨累誥封奉人呂氏塋」。墓前石供桌長2.3米，寬0.55米，高1米。本來墓前對峙山坡神道兩旁有石馬、石虎各一對，但已佚。墓址東北面100米處（現今許莊小學校的門口）岩石上保留清代乾隆十九年（1754）「奉憲」石刻，為福建巡撫、按察使司和興泉永道關於康氏及盧氏的家族糾紛及分轄山林的裁決文書。1998年，康爾韞墓址被列為廈門市級文物保護單位。

## 家族
曾祖康文燦。祖父康仁勳。父康良南，冠带乡宾。

## 另見
- 廈門市文物保護單位

## 外部連結
- 康爾韞墓址 廈門市文物保護單位[永久]